# Pamela Marie Pennington
Pamela Marie Pennington (Ciudad de Guatemala, 8 de agosto de 1969) es una microbióloga e investigadora guatemalteca. Cofundadora del Centro de Estudios en Biotecnología de la Universidad del Valle de Guatemala en 2010. y Co-fundadora del Capítulo Nacional para Guatemala de la Organización de Mujeres en la Ciencia para el Mundo en Desarrollo OWSD GT. Ha desarrollado métodos innovadores de control de enfermedades transmitidas por insectos. Estos incluyen el desarrollo de métodos de control integrado del vector de la enfermedad de Chagas y el uso de bacterias para esterilizar mosquitos y triatominos, basado en una patente presentada en Brasil.

## Trayectoria profesional
Pamela es microbióloga y obtuvo su doctorado en 1998 en la University of Texas Health Science Center de San Antonio, Texas en donde estudió la genética de bacterias transmitidas por garrapatas bajo la supervisión de Alan Barbour. Realizó un posdoctorado con la beca de la American Society for Microbiology en los Centros para el Control y Prevención de Enfermedades de Estados Unidos de América (CDC, por sus siglas en inglés), estudiando bacterias que se encuentran en el intestino del insecto que transmite la enfermedad de Chagas y desarrollando estrategias biotecnológicas para el control del insecto, Realizó este trabajo bajo la supervisión de Benjamin Beard en CDC y Celia Cordón-Rosales en la Universidad del Valle de Guatemala, Esta enfermedad es prevalente en Guatemala, siendo causada por el parásito trypanosoma cruzi, que es transmitido en las heces de los insectos cuando estos se alimentan de sangre de la persona. El parásito entra por las mucosas o abrasiones y puede infectar el corazón y causar una enfermedad crónica y debilitante. Al completar el posdoctorado, retornó a Guatemala, trabajando en la Universidad del Valle de Guatemala, en donde fue designada desde 2010 como directora e investigadora del Centro de Estudios en Biotecnología, investigadora asociada del Centro de Estudios en Salud desde el 2000 y directora y profesora del departamento de Bioquímica de la Universidad Del Valle de Guatemala en dos períodos, desde el 2006.

## Investigación reciente y reconocimientos
Es miembro de la Academia de Ciencias Médicas, Físicas y Naturales de Guatemala y como científica, ha puesto su conocimiento al servicio del país para resolver problemas relacionados con la enfermedad de Chagas que afecta a una alta proporción de guatemaltecos que viven en la pobreza. Más recientemente, ha apoyado el desarrollo de estrategias biotecnológicas para lograr la eliminación de la malaria, mediante la técnica del insecto estéril. Como extensión del uso de esta técnica, trabaja para mejorar la biotecnología en el país, estudiando las bacterias asociadas a las moscas de la fruta en las plantas de producción de moscas estériles de la fruta para el control de plagas agrícolas.
Desde 2010 ha realizado investigación, con la participación de las comunidades afectadas, para apoyar la eliminación de la enfermedad de Chagas en Guatemala, promoviendo estrategias integrales para el control del insecto que la transmite y para el diagnóstico de la enfermedad en mujeres embarazadas y recién nacidos, dado que la enfermedad también se transmite de madre a hijo durante el embarazo. Estos proyectos han recibido reconocimiento internacional por la Iniciativa de Innovaciones Sociales en Salud de la Organización Mundial de la Salud y por la Conferencia de Innovaciones en Salud Global de la Universidad de Yale.
Su trabajo se ha enfocado en el desarrollo de estrategias de investigación multidisciplinaria que combinan las ciencias biológicas y sociales para abordar los problemas con innovación social. Desde el inicio de su carrera, visualizó la importancia de la colaboración global y ha desarrollado proyectos colaborativos con instituciones de renombre, como la London School of Tropical Medicine en Inglaterra, Berkeley National Labs en Estados Unidos, la Universidad Federal de Río de Janeiro en Brasil, Simon Fraser University en Canadá, los Centros para el Control y Prevención de Enfermedades de EE. UU. y la Universidad de Pavía en Italia.
Como parte de la actividad científica, ha divulgado activamente los resultados de la investigación, publicando artículos en revistas científicas internacionales y participando en congresos y talleres científicos internacionales y nacionales, razón por la que ha sido invitada como editora de la revista científica PLoS Neglected Tropical Diseases, como experta en enfermedades desatendidas. También ha impulsado la divulgación científica en Guatemala. organizando talleres para profesores de ciencia y jóvenes, siendo fundadora del Minicongreso de Bioquímica y Microbiología y organizadora del I Congreso Internacional de Biotecnología en Guatemala. Así mismo ha tratado de impulsar los indicadores de ciencia y tecnología, sometiendo una aplicación para patentar un nuevo tipo de insecticida para los insectos que transmiten la enfermedad de Chagas.
En 2019 entregó al Ministerio de Educación el libro desarrollado por el proyecto Leer y Aprender, “Pamela Pennington, una mujer de ciencia”. primero de una serie de libros para niñas sobre mujeres guatemaltecas inspiradoras, que será utilizado para promover el interés de las niñas por seguir carreras científicas. Recientemente ha participado en el comité ejecutivo del nuevo Capítulo para Guatemala de la Organización de Mujeres en la Ciencia para el Mundo en Desarrollo, impulsando iniciativas para promover la educación de ciencia, tecnología, ingeniería y matemática, con especial énfasis en las niñas.  
Su interés en la ciencia inició desde muy joven, con el apoyo de su familia, quienes fomentaron su interés en el tema, y su maestra de biología, quien la impulsó a competir en la primera Olimpiada Nacional de Biología en Guatemala. Desde su regreso a Guatemala, se ha dedicado a ser mentora de estudiantes e investigadores que siguen ahora carreras científicas sólidas y de alto nivel en universidades como Cornell University, Texas A&M University, University of Maine entre otras, promoviendo así el desarrollo de la ciencia en Guatemala y en el mundo.
Tras ser nominada por la Academia de Ciencias Médicas, Físicas y Naturales, recibió el honor de izar el Pabellón Nacional en el Banco Industrial por sus aportes a la ciencia del país. Así mismo, fue seleccionada como experta en microbiología para conformar el InterAcademy Partnership COVID-19 Advisory Committee, el cual es un comité internacional representando a las academias de ciencia de todo el mundo y proveerá recomendaciones basadas en evidencia científica a los países que lo soliciten.

## Distinciones
- 2021- Condecoración de la Orden de las Palmas Académicas de la República de Francia, en el grado de Caballero.
- 2020- Premio a la Excelencia en Docencia e Investigación, Universidad del Valle de Guatemala.
- 2019- Recipiente del honor de izar el Pabellón Nacional en la Plaza Cívica Ramiro Castillo Love del Centro Financiero del Banco Industrial.
- 2019- Becaria del programa CICOPS de la Universidad de Pavía, Italia.
- 2018- Semifinalista para el Premio de Innovación en la competencia del Global Health & Innovation Conference in Health, Yale University, EE.UU:
- 2017- Reconocimiento en la competencia de Social Innovations in Health de la Organización Mundial de la Salud.
- 2017- Premio a la Excelencia en Docencia, Universidad del Valle de Guatemala
- 2016- Miembro de la Academia de Ciencias de Guatemala
- 2015- Premio a la Excelencia en Investigación y Docencia, Universidad del Valle de Guatemala
- 2015- Reportaje noticiero en SciDev sobre Proyecto de enfermedad de Chagas.
- 2015- Beca para participar en el congreso de la Red de Oficinas de Transferencia de Tecnología, Pachuca, México.
- 2014- Beca para asistir al 13th International Congress of Parasitology, México, México.
- 2014- Reconocimiento “Biomoléculas en Guatemala”, Departamento de Bioquímica y Microbiología, Universidad del Valle de Guatemala
- 2012- Recepiente del ASM International Leaders in Education Fellowship, asistencia al ASM Conference for Undergraduate Educators at Englewood, Colorado, 16 al 19 de mayo de 2013.
- 2011 - Recipiente de beca ENLACE para entablar colaboración con el laboratorio del Dr. Michael Miles en el London School of Tropical Medicine and Hygiene.
- 2009- Reportaje en SciDev sobre investigación de tipificación de T. cruzi
- 2007- Beca Canada-LatinAmerica and the Caribbean Research Exchange Grants para desarrollar un proyecto colaborativo con el Dr. Carl Lowenberger, en Simon Fraser University, Burnaby, Canadá.
- 2005- Beca para asistir al curso “Epidemiología de Enfermedades Infecciosas” en Sao Paulo, Brasil.
- 2000-2001- Beca del Center for Disease Control and Prevention para continuar trabajos en Chagas.
- 2000-2004- Embajadora para Centro América del American Society for Microbiology.
- 1999 - Beca para asistir al curso de Biología de Vectores de Enfermedades en Manaus, Brasil.
- 1998- Beca posdoctoral del Centro Nacional para Enfermedades Infecciosas (CDC, USA), otorgada por la American Society for Microbiology.
- 1996- Beca Florence Terry Griswold, otorgada a una mujer latinoamericana cursando estudios superiores en una Universidad estatal en Texas.
- 1992- Nominada para la Sociedad Honoraria Phi Kappa Phi en The University of Texas at Austin. Esta sociedad honra a estudiantes con carácter que han sobresalido en erudición en cualquier campo.
- 1991- Beca “The University Scholarship” en Universidad de Texas en Austin. Esta beca es otorgada a estudiantes con logros sobresalientes.